# Jan Brożek
Jan Brożek, łac. Joannes Broscius (ur. 1 listopada 1585 w Kurzelowie, zm. 21 listopada 1652 w Bronowicach) – polski uczony: matematyk, astronom, literat, teolog, lekarz, mówca, kartograf i geodeta, rektor Akademii Krakowskiej oraz autor pamfletu antyjezuickiego Gratis.

## Życiorys
Urodził się w Kurzelowie (wówczas w województwo sieradzkie, obecnie powiat włoszczowski) w rodzinie mieszczańskiej.
W 1604 rozpoczął naukę na wydziale filozoficznym Akademii Krakowskiej. Uzyskał również doktorat z medycyny na uniwersytecie padewskim. W swych pracach zajmował się teorią liczb, geometrią, a także medycyną, teologią i geodezją. W 1610 napisał dzieło pt. Geodesia distantiarum i na Uniwersytecie Krakowskim założył pierwszą w Polsce katedrę geodezji.
Był zwolennikiem teorii kopernikańskiej. W 1620 wydał podręcznik arytmetyczny Arithmetica integrorum. W 1625 został opublikowany pamflet Gratis, skonstruowany w postaci satyrycznego dialogu przeciw zakonowi Jezuitów, skonfliktowanemu wówczas z Akademią Krakowską. W 1638 wydał Apologia pro Aristotele et Euclide (Obrona Arystotelesa i Euklidesa) Był pierwszym biografem Mikołaja Kopernika, zebrał sporo pamiątek po nim, z których część zaginęła po śmierci Brożka.
Naukę postrzegał kompleksowo; jego uzdolnienia interdyscyplinarne objawiały się nieraz w zaskakujący sposób. Rozwiązał w sposób matematyczny następujący problem z dziedziny biologii: dlaczego pszczoły budują plastry w kształcie komórek sześciokątnych? Brożek zauważył, że aby pokryć płaszczyznę wielokątami foremnymi, należy zestawić sześć trójkątów równobocznych albo cztery kwadraty czy też trzy sześciokąty foremne. Ponieważ przy tych samych obwodach sześciokąt ma największą powierzchnię, stąd komórka sześciokątna ma największą objętość przy najmniejszym zużyciu materiału (wosku). Badał właściwości wielokątów gwiaździstych. Zajmował się również liczbami doskonałymi i zaprzyjaźnionymi, przy czym podał twierdzenia będące szczególnymi przypadkami nieznanego jeszcze wówczas małego twierdzenia Fermata.
Przez wiele lat mieszkał w Międzyrzecu Podlaskim. Od 1632 do śmierci w 1652 był proboszczem rzymskokatolickiej parafii pw. św. Bartłomieja w Staszowie.
Ustanowił na rzecz Akademii Krakowskiej 2 fundacje, m.in. na zakup książek matematycznych i przyrządów astronomicznych. Przekazał też uczelni swoją bibliotekę, a także najstarszy zachowany do dzisiejszych czasów globus na którym zaznaczono Amerykę, zwany Globusem Jagiellońskim z około 1510 r. Jego imieniem nazwano Collegium Broscianum Uniwersytetu Jagiellońskiego, budynek uniwersytecki na krakowskim Starym Mieście, ulicę w Krakowie, ulicę w Warszawie, ulicę w Gdańsku oraz jedno z większych osiedli mieszkalnych we Włoszczowie.

## Twórczość naukowa

### Dzieła
Opublikował ponad 30 prac matematycznych w tym m.in.
- Geodesia distantiarum (1610)
- Epistolae ad naturam ordinariam figurarum plenius intelligendum (1615)
- Dissertatio astronomica (1616)
- Dissersatio de cometa Astrophili (1619)
- De dierum inaequalitate (1619)
- Arithmetica integrorum (1620) Kraków, drukarnia A. Andrzejowczyk
- Przydatek pierwszy do geometriej polskiej Stanisława Grzepskiego (1635/1636), późn. wyd.: K. Sawicki Rozprawka J. Brożka o deklinacji igły magnesowej, Geodezja i Kartografia, 1957, z. 3, s. 209–212
- De numeris perfectis disceptatio (1637) Kraków, drukarnia A. Wosiński
- Żywot Stanisława Grzepskiego (1637-1643), wyd. w skróceniu: L. E. Janiszowski Wiadomość o życiu Stanisława Grzepskiego z dawnego polskiego rękopisu wyjęta, Gazeta Krakowska 1802, nr 51-53
- Aristoteles et Euclides defensus contra Petrum Ramum et alios (1638) Amsterdam
- Apologja pierwsza kalendarza rzymskiego powszechnego (1641)
- Sermo in synodo Luceornensi (1641)
- Apologia pro Aristotele et Euclide (1652)
- Peripatheticus Cracowiensis
- De litterarum in Polonia vetustate
- tzw. Gratis (składa się z 4 dyskursów stanowiących satyrę na jezuitów zakładających uczelnie konkurujące z Akademią Krakowską), pierwsze 3 wydane: Wielkanoc pod Krakowem, 1625, drukarnia J. Piotrkowczyk:
  - Gratis abo Discurs I ziemianina z plebanem
  - Przywilej abo Discurs II ziemianina z plebanem
  - Consens abo Discurs III ziemianina z plebanem
  - Varietas abo Discurs IV, wykończony 1625/1626, Biblioteka Kórnicka, rękopis nr 211

### Wydania zbiorowe
- Wybór pism
  - T. 1, oprac. H. Barycz, Warszawa 1956 (obejmuje m.in.: Żywot Stanisława Grzepskiego, fragm. Arithmetica integrorum, Gratis cz. 1-4)
  - T. 2, oprac. J. Dianni, Warszawa 1956 (obejmuje m.in. fragmenty łac. dzieł matematycznych w przekładzie polskim: Geodezja odległości)

### Listy i materiały
- Korespondencja oraz materiały różne do życia i twórczości, m.in. testament z 1651 (ogł. w całości w: J. N. Franke Jan Brożek/J. Broscius, akademik krakowski, 1585-1562. Jego życie i dzieła..., Kraków 1884)
- 37 listów z lat 1616–1651 i nie datowanych, m.in. do/od: Akademii Krakowskiej, P. Crügera, A. Bzowskiego, J. S. Delmedigo, K. Działyńskiego, W. Fontany, J. Gembickiego, J. Najmanowica, Ł. Opalińskiego, M. Paca, M. Szyszkowskiego, Kosmy de Torres, Urbana VIII i W. Śmieszkowica
- Listy do A. Roomena z 1 października 1610 i nie datowane (ogł. J. Brożek w: Epistolae ad naturam ordinatarum figurarum plenius intelligendam pertinens, Kraków 1615, przekł. polskie wydanie, J. Dianni)
- List do rektora B. Golińskiego z 1618 i Anglika Tomasza w Padwie z 12 lipca 1624 (tekst łaciński ogł. E. Stamm Z historii matematyki XVII w. w Polsce)
- Podróż J. Brożka do Warmii i Prus w roku 1618, „Wiadomości Matematyczne” t. 40 (1936), s. 151, 155-156
- List do Galileusza z 23 czerwca 1621, Padwa (wyd. A. Wołyński Relazionii di Galileo Galilei colla Polonia, Florencja 1873)
- Notatka i fragm. listu do T. Turnera z 12 czerwca 1624, Padwa (w oryginale łac. i przekł. polskim ogł.: J. Dianni Zagadnienie kwadratury koła w polskiej literaturze matematycznej, „Kwartalnik Historii Nauki i Techniki” 1956, nr 4, s. 733–736)
- List do Andrzeja Hermana, ministra ewangelickiego w Wielkanocy koło Krakowa z 3 października 1625, Kraków (wyd. F. Szembek Gratis plebański, Gratis wyćwiczony..., Kraków 1627, s. 427)
- 3 listy do J. S. Pudłowskiego: 31 lipca 1641, Międzyrzecz; 19 września 1643, Staszów; 10 maja 1644 (wydano niedokładnie: A. Grabowski Starożytności historyczne polskie t. 2, Kraków 1840, s. 486–495)
- List od J. L. Skrobkowica z 20 lutego 1626 (Biblioteka Jagiellońska, rękopis nr 2363, s. 886–887)
- List od Ł. Opalińskiego z 17 lutego 1643, Rytwiany (wydano niedokładnie: A. Grabowski Starożytności historyczne polskie t. 2, Kraków 1840, s. 495–496)
- Fragmenty dziennika osobistego z 1605-1645, urywki pamiętnikarskie (wydano: H. Barycz Wybór pism t. 1, teksty łac. w przekładzie polskim)

### Utwór o autorstwie niepewnym
- Mikołaj Kopernik, życiorys (1625-1626), wydano w: S. Starowolski Scriptorum Polonicorum Hekatontas, wyd. 2 rozszerzone, Wenecja 1627, s. 158–161